# Vysšaja Liga 1975-1976 (pallacanestro)
La Vysšaja Liga 1975-1976 è stata la 42ª edizione del massimo campionato sovietico di pallacanestro maschile. La vittoria finale è stata appannaggio del CSKA Mosca.

## Classifica
|  |     | Squadra            | G  | V  | P  | PF   | PS   | PF/PS | Pt |
|  | --- | ------------------ | -- | -- | -- | ---- | ---- | ----- | -- |
|  | 1.  | CSKA Mosca         | 22 | 21 | 1  | 2221 | 1653 | +568  | 43 |
|  | 2.  | Spartak Leningrado | 22 | 18 | 4  | 1783 | 1517 | +266  | 40 |
|  | 3.  | Dinamo Mosca       | 22 | 16 | 6  | 1755 | 1623 | +132  | 38 |
|  | 4.  | Stroitel Kiev      | 22 | 15 | 7  | 1813 | 1632 | +181  | 37 |
|  | 5.  | Žalgiris Kaunas    | 22 | 15 | 7  | 1816 | 1667 | +149  | 37 |
|  | 6.  | Statyba Vilnius    | 22 | 11 | 11 | 1774 | 1821 | -47   | 33 |
|  | 7.  | Dinamo Tbilisi     | 22 | 10 | 12 | 1696 | 1787 | -91   | 32 |
|  | 8.  | RTI Minsk          | 22 | 9  | 13 | 1690 | 1798 | -108  | 31 |
|  | 9.  | ASK Rīga           | 22 | 7  | 15 | 1638 | 1743 | -105  | 29 |
|  | 10. | Kalev Tallin       | 22 | 6  | 16 | 1686 | 1834 | -148  | 28 |
|  | 11. | Uralmaš Sverdlovsk | 22 | 3  | 19 | 1617 | 1976 | -359  | 25 |
|  | 12. | SKIF Erevan        | 22 | 1  | 21 | 1556 | 1994 | -438  | 23 |

## Squadra vincitrice
|  | Naz.                        | Ruolo | Sportivo             | Anno | Alt. |  |  |
|  | --------------------------- | ----- | -------------------- | ---- | ---- |  |  |
|  | Unione Sovietica (bandiera) |       | G. Avdeed            |      |      |  |  |
|  | Unione Sovietica (bandiera) | G     | Sergej Belov         | 1944 | 190  |  |  |
|  | Unione Sovietica (bandiera) |       | A. Dudorov           |      |      |  |  |
|  | Unione Sovietica (bandiera) | C     | Nikolaj D'jačenko    | 1948 | 212  |  |  |
|  | Unione Sovietica (bandiera) | P     | Vladimir Gomel'skij  | 1953 | 178  |  |  |
|  | Unione Sovietica (bandiera) | AP    | Aleksandr Gusev      | 1958 | 197  |  |  |
|  | Unione Sovietica (bandiera) | P     | Stanislav Erëmin     | 1951 | 181  |  |  |
|  | Unione Sovietica (bandiera) | A     | Ivan Jadėška         | 1945 | 196  |  |  |
|  | Unione Sovietica (bandiera) | G     | Sergej Jastrebov     |      |      |  |  |
|  | Unione Sovietica (bandiera) | AG    | Evgenij Kovalenko    | 1950 | 198  |  |  |
|  | Unione Sovietica (bandiera) | C     | Serhij Kovalenko     | 1947 | 216  |  |  |
|  | Unione Sovietica (bandiera) | A     | Nikolaj Kovyrkin     |      |      |  |  |
|  | Unione Sovietica (bandiera) |       | S. Kretov            |      |      |  |  |
|  | Unione Sovietica (bandiera) | P     | Valerij Miloserdov   | 1951 | 187  |  |  |
|  | Unione Sovietica (bandiera) | A     | Viktor Petrakov      | 1949 | 200  |  |  |
|  | Unione Sovietica (bandiera) |       | Aleksandr Širšov     |      |      |  |  |
|  | Unione Sovietica (bandiera) | C     | Alžan Žarmuchamedov  | 1944 | 207  |  |  |
|  | Unione Sovietica (bandiera) | ALL   | Aleksandr Gomel'skij |      |      |  |  |